# Orions bälte
För andra betydelser, se Orions bälte (olika betydelser).
Orions bälte eller "Tre vise männen" är ett "bälte" av tre stjärnor i stjärnbilden Orion. Stjärnorna är Alnitak (Zeta Orionis), Alnilam (Epsilon Orionis) och Mintaka (Delta Orionis).
Alnitak ligger uppskattningsvis 800 ljusår från jorden och är 100 000 gånger ljusstarkare än solen. Alnilam ligger ungefär 1 340 ljusår från jorden och är 375 000 gånger ljusstarkare än solen. Mintaka befinner sig uppskattningsvis 915 ljusår från jorden och är nära 90 000 gånger ljusstarkare än solen.
På norra halvklotet syns Orions bälte bäst på natthimlen under januari månad, omkring klockan nio på kvällen.